# Publius Terentius Varro
Publius Terentius Varro (* 82 v. Chr. im heutigen Südfrankreich; † 35 v. Chr.) war ein römischer Dichter. Er wurde in der Provinz Gallia Narbonensis geboren, in der Nähe des Flusses Atax, heute Aude. Nach seiner Herkunft wird er Atacinus genannt, zur Unterscheidung von Marcus Terentius Varro, der nach seiner Herkunft als Reatinus (aus Reate im heutigen Mittelitalien) bezeichnet wird.
Seine Werke sind bis auf Fragmente verloren. Er dichtete ein panegyrisches Epos mit dem Titel Bellum Sequanicum über Caesars Feldzug gegen Ariovist im Jahr 58 v. Chr. sowie Satiren und übertrug die Argonautica des alexandrinischen Dichters Apollonios von Rhodos in vier Büchern ins Lateinische. Weitere Werke waren Chorographia (ein Vergil gewidmetes geographisches Lehrgedicht in drei Teilen) und Ephemeris (eine Übertragung eines Teils der Phainomena des Aratos von Soloi ins Lateinische).
Seine Vorbilder waren Quintus Ennius und Gaius Lucilius, seine eigenen Werke wurden von Vergil und Ovid rezipiert, Plinius nutzte die Chorographie und noch Quintus von Smyrna lobte im 3. Jahrhundert die Übertragung der Argonautica.